# Municipio de Okaton
El municipio de Okaton (en inglés: Okaton Township) es un municipio ubicado en el condado de Jones en el estado estadounidense de Dakota del Sur. En el año 2010 tenía una población de 46 habitantes y una densidad poblacional de 0,39 personas por km².

## Geografía
El municipio de Okaton se encuentra ubicado en las coordenadas 43°51′2″N 100°52′43″O / 43.85056, -100.87861. Según la Oficina del Censo de los Estados Unidos, el municipio tiene una superficie total de 118.75 km², de la cual 118,75 km² corresponden a tierra firme y (0 %) 0 km² es agua.

## Demografía
Según el censo de 2010, había 46 personas residiendo en el municipio de Okaton. La densidad de población era de 0,39 hab./km². De los 46 habitantes, el municipio de Okaton estaba compuesto por el 100 % blancos. Del total de la población el 0 % eran hispanos o latinos de cualquier raza.